# Aeroportul Maewo-Naone
Aeroportul Maewo-Naone (IATA: MWF, ICAO: NVSN) este un aeroport din Maewo⁠(d), Penama⁠(d), Vanuatu.
Situat la o altitudine de 146 m, aeroportul dispune de o singură pistă.